# Джон Стюарт из Бонкиля
Сэр Джон Стюарт из Бонкиля (ок. 1245 — 22 июля 1298) — шотландский полководец периода Первой войны за независимость Шотландии (1296—1328).

## Биография
Второй сын Александра Стюарта (1214—1283), 4-го лорда-стюарда Шотландии (1246—1283), и Джин Макрори.
В июле 1298 года в битве с англичанами при Фолкерке сэр Джон Стюарт командовал отрядами шотландских лучников. Погиб в этом сражении.
Был похоронен на кладбище в приходской церкви Фолкерка.

## Семья и дети
Был женат на Маргарите из Бонкиля, дочери сэра Александра из Бонкиля. Дети:
- Сэр Александр Стюарт из Бонкиля (? — 1319), отец Джона Стюарта (? — 1331), 1-го графа Ангуса
- Сэр Алан Стюарт из Дрегорна (? — 19 июля 1333, Битва при Халидон-Хилле), предок королевской династии Стюартов и графского рода Леннокс
- Сэр Уолтер Стюарт, предок родов Стюартов из Сарлиза, позднее графов Галлоуэй, и лордов Блантайре
- Сэр Джеймс Стюарт (? — 19 июля 1333, Битва при Халидон-Хилле), предок нескольких ветвей Стюартов (графов Лорн, графов Атолл, графов Бьюкен, графов Траквер и клана Стюарт из Аппина.
- Сэр Джон Стюарт (? — 19 июля 1333, Битва при Халидон-Хилле)
- Изабелла Стюарт, жена Томаса Рэндольфа (? — 1332), 1-го графа Морея
- Сэр Роберт Стюарт, предок Джеймса Денема-Стюарта
- Сэр Хью Стюарт

После смерти мужа леди Маргарита в 1304 году вторично вышла замуж за сэра Дэвида из Брихина (ум. 1320)
Джон Стюарт из Бонкиля был прямым предком Генри Стюарта, лорда Дарнли, второго мужа королевы Шотландии Марии Стюарта, и короля Шотландии Якова VI Стюарта (в Англии — Яков I).